# جين هاس
جين هاس (بالإنجليزية: Gene Haas)‏ هو مالك فريق ناسكار ‏ ومهندس أمريكي ومالك فريق فورمولا 1، ولد في 12 نوفمبر 1952 في يونغزتاون في الولايات المتحدة.